# 垂葉斑葉蘭
垂葉斑葉蘭（学名：Goodyera pendula）为蘭科斑葉蘭屬下的一个种。

## 扩展阅读
- 维基共享资源上的相關多媒體資源：垂葉斑葉蘭
- 維基物種上的相關：垂葉斑葉蘭